# Jorge Riveros
Jorge Simón Riveros Orué (Encarnación, 1 de janeiro de 2000) é um jogador de vôlei de praia paraguaio.

## Carreira
O futebol já fazia parte de sua formação desde sua infância, e aos 14 anos de idade vislumbrava uma carreira profissional, e até 2017 estava no futebol, seu último clube foi o Club Nacional de Encarnación onde ficou duas temporadas, e enveredou para vôlei e atletismo na escola. No vôlei de quadra atuou pela seleção de Encarnación e também no Centro Regional de Encarnación "General Patricio Escobar", onde foi campeão de alguns torneios e teve que mudar para a capital do país  após ser beneficiário de uma bolsa integral da Secretaria Nacional de Esportes, assim aos 18 anos de idade deixa a família e passou a morar sozinho e dedicar-se ao vôlei de praia..
Em 2017, competia ao lado de Gonzalo Melgarejo, juntos disputaram os Jogos Bolivarianos em Santa Marta (Colômbia) e avançaram as quartas de final, depois, venceram o torneio nacional Sub-21 realizado em Assunção e se classificaram para Jogos Sul-Americanos da Juventude em Santiago e nesta competição conquistaram a medalha de bronze.Com Gonzalo Melgarejo terminou na décima terceira posição na etapa de Coquimbo, quinto lugar em Cañete e oitavo lugar  na etapa de Montevideu, válidas pelo circuito sul-americano.
Com Gonzalo Melgarejo conquistou o título do qualificatório de 2018 realizado em Cochabamba para os Jogos Olímpicos de Verão da Juventude, depois, terminaram na vigésima quinta posição no Campeonato Mundial Sub-19 de 2018 em Nanquim e na edição dos referidos jogos olímpicos terminaram na décima sétima posição.No ano seguinte, competiram no circuito sul-americano e terminaram na décima terceira posição em São Francisco do Sul, nono em Coquimbo e quinto em Lima, além do nono posto na edição dos Jogos Sul-Americanos de Praia de 2019 em Rosário (Argentina) e o trigésimo sétimo lugar no Campeonato Mundial Sub-21 de 2021 em Phuket; também competiu com Luis Riveros e terminou em quarto na Continental Cup realizada em Brasília e o nono nesta cidade, etapa válida pelo circuito sul-americano.
Ao lado de  Gonzalo Melgarejo  em 2020, conquistando no circuito sul-americano o nono lugar na primeira etapa em Coquimbo e na segunda etapa em Lima. Em 2021, terminaram em sétimo no Finals CSV 2019-20,  também na primeira etapa de Santiago. No qualificatório para os Jogos Pan-Americanos Junior de 2021, esteve com Giuliano Massare e ocuparam a quinta posição na primeira etapa em Assunção e o bronze na  segunda etapa nesta mesma cidade, e disputaram juntos a edição dos referidos jogos e conquistaram a quinta posição. Em 2022, forma dupla com Alejandro Garay  e obtendo no circuito sul-americano, a quinta posição na etapa de  Viña del Mar, quarto lugar em Cochabamba e a décima terceira posição no Finals CSV 2021-22, e ainda competiu com Roger Battilana na edição dos Jogos Sul-Americanos de 2022 em Assunção e terminaram na quinta colocação.
Iniciou o circuito sul-americano de 2023, ao lado de Giuliano Massare no quinto lugar em San Juan (Argentina) e Malargüe, além do nono lugar em Santiago, e mudou de parceiro na sequência, e competiu com Pablo Portillo finalizando na décima terceira posição na etapa de  Río Hondo e no Finals CSV em Uberlândia,.